# Prosper Paulin
Pour les articles homonymes, voir Paulin.
Prosper Elize Paulin est un enseignant, un commissaire-priseur et un homme politique canadien.

## Biographie
Prosper Elize Paulin est né en octobre 1844 à Caraquet, au Nouveau-Brunswick. Il épouse Vitaline Gauvin le 23 novembre 1869 et le couple a 7 enfants.
Il est député de Gloucester à l'Assemblée législative du Nouveau-Brunswick de 1895 à 1899 en tant que conservateur. Il est aussi préfet du comté de Gloucester entre 1892 et 1893